# YouTube ショート
YouTube ショート（ユーチューブ ショート、英: YouTube Shorts）は、アメリカの動画共有サービス・YouTubeで短編動画を共有できるサービスである。最大180秒の縦型動画と、ユーザーと交流するための様々な機能が特徴である。クリエイターは視聴回数に応じた収益や広告による収益を得ることができる。YouTube ショートの人気が上昇したことにより、若者の依存症に関する懸念が高まっている。

## 歴史
2019年、YouTubeはTikTokに対抗するために、短編動画の共有サービスを導入することを決定し、YouTubeのウェブサイトで実験的に最大30秒の縦型動画サービスを開始した。このベータ版は当初、少数のユーザーにのみ公開された。インドでは、2020年9月にTikTokが禁止された直後にYouTube ショートのベータ版が利用できるようになった。2021年3月、アメリカでベータ版が公開され、その後2021年7月13日に全世界で公開された。
2022年8月、YouTubeはスマートテレビ用アプリでYouTube ショートを利用できるようにする計画を発表した。同年12月にYouTubeが公開した、その年に人気の動画・クリエイターを紹介するブログ記事において、初めてYouTube ショート専用のセクションが設けられた。
2023年9月21日、Googleはニューヨークで開催された毎年恒例のイベント「Made on YouTube」で、YouTube ショートの成長を促進するためにクリエイター向けにデザインされた動画編集アプリ「YouTube Create」を発表した。当初、このアプリはAndroidでのみ利用可能であった。

## 特徴
YouTube ショートでは、ユーザーが制作した最大60秒で縦型または正方形の動画を視聴することができる。動画には、字幕や使用許可のある音楽を追加することができる。フィードには、ユーザーごとにアルゴリズムで選ばれた動画が無数に並んでいる。スマートフォンでの視聴が想定されているが、その他のデバイスでも視聴できる。
YouTube ショートには、ライブ配信、リミックス機能、簡易的な編集機能、プレイリストなど、TikTokと同様の特徴がある。また、通常のYouTube動画を編集してYouTube ショートに変換する機能や、クリエイターがコメントに対して追加の動画で回答する機能も存在する。クリエイターは「Q&Aステッカー」を通して視聴者に質問することができる。『フィナンシャル・タイムズ』は、YouTube ショートの動画編集機能を利用するクリエイターは10%未満であると報じている。多くのクリエイターは代わりにTikTokの編集機能を使用しているが、TikTokブランドの動画はYouTubeのプラットフォームから格下げされる。
YouTube ショートは若年層のユーザー数が増加したことを受けて、13歳から17歳までのユーザーに休憩や就寝を促すメッセージを規定で送信する機能を追加した。2023年時点では、アプリの使用を制限する措置は存在していない。

## 利用
YouTube ショートは開始以来、継続的に成長している。2022年9月、AlphabetはYouTube ショートの1日あたりの視聴回数が300億回を超えたと発表した。月間ユーザー数は2022年の15億人から2023年には20億人に増加した。
YouTube ショートの人気により、社内では通常のYouTube動画の人気を奪うのではないかという懸念も生じている。YouTubeは、YouTube ショートはクリエイター向けの追加の選択肢としてデザインされたフォーマットであると公式に回答している。

## 収益化
2021年8月、YouTubeはYouTube ショートのクリエイターが作品に応じて収益を得ることができるようになるシステム「YouTube ショート ファンド」を発表した。YouTubeは「クリエイターのコンテンツを収益化し、報酬を与える」方法であると説明し、TikTokのクリエイターを支援する10億ドルのファンドと同様に、2021年から2022年にかけて1億ドルのファンドを立ち上げると述べた。YouTubeは『ハリウッド・リポーター』に対し、このファンドは「YouTubeが短編動画のクリエイター向けの長期的な収益化および支援の手段を開発するまでの暫定的な措置にすぎない」と述べた。
2022年9月、YouTubeは2023年2月からYouTube ショートが「YouTube パートナー プログラム」の一部になると発表した。承認を受けたクリエイターは、このプログラムを通して広告収入を受け取ることができる。プログラムに参加したYouTubeチャンネルでは、ユーザーが月額料金を支払う「メンバーシップ」や、直接クリエイターに寄付を行う投げ銭機能も利用できる。
YouTube ショートのクリエイターは、YouTubeと同様に、動画の前後に表示される広告によって得た広告費の一部を受け取る。YouTubeのクリエイターは広告費の55%を得るのに対し、YouTube ショートのクリエイターは広告費の45%を得る。
YouTubeのポリシーでは、著作権をある程度侵害するコンテンツ、オリジナルでないコンテンツ、その他コミュニティガイドラインに反するコンテンツを投稿したクリエイターは、収益化が承認されないとしている。

## 健康への懸念
貴州財経大学や西ミシガン大学の研究では、YouTube ショートやTikTokのような短編動画は短時間でスリルが得られるため、若年層や子供にとっては依存性が高くなる可能性があるということがわかった。この研究では、中国とアメリカの大学生が娯楽、知識、そして社会的アイデンティティの構築のために短編動画を視聴していることもわかった。
『ウォール・ストリート・ジャーナル』は、子供は短編動画を視聴すると、継続的な刺激とテンポの速い変化を求める感覚を知り、読書などの集中力が必要になることをする際に支障をきたす可能性があると報じた。また、同紙はYouTube ショートを無効にしたり、制限を設けたりする方法がないため、短編動画が子供に与える影響について懸念する親もいると報じた。
その他の研究では、YouTube ショートなどの短編動画と、ドーパミンの放出などの脳の報酬系との関係を強調している。スタンフォード大学の二重診断依存症クリニック責任者で精神科医のアンナ・レンブケによると、注目を集める動画は、ほかの中毒性のある行動と同様に強力な刺激となり、ドーパミンの急増を引き起こすという。